# 3568 ASCII
3568 ASCII è un asteroide della fascia principale. Scoperto nel 1936, presenta un'orbita caratterizzata da un semiasse maggiore pari a 3,1432399 UA e da un'eccentricità di 0,2415778, inclinata di 19,43313° rispetto all'eclittica.
L'asteroide è dedicato all'omonimo sistema di codifica caratteri.